# A Couple of White Chicks at the Hairdresser
Pour plus de détails, voir Fiche technique et Distribution.
A Couple of White Chicks at the Hairdresser est une comédie dramatique de court métrage américaine réalisée par Roxanne Messina Captor et sortie en 2007.

## Fiche technique
- Titre original : A Couple of White Chicks at the Hairdresser
- Réalisation : Roxanne Messina Captor
- Scénario : Roxanne Messina Captor
- Photographie : Ricardo Jacques Gale
- Montage : Serena Warner
- Musique :
- Costumes : Eva-Marie Frederic
- Décors :
- Producteur : Simone Matzer et Kitty O'Keefe
  - Producteur délégué : Roxanne Messina Captor et Maura Morey
  - Producteur associé : John Milan
  - Coproducteur : Ricard Jacques Gale
  - Producteur exécutif : Mark Moran
- Sociétés de production : Messina-Captor Films
- Sociétés de distribution : Sound Ranger PFS
- Pays d'origine :  États-Unis
- Langue originale : anglais
- Format : couleur
- Genre : Comédie dramatique
- Durée : 22 minutes
- Dates de sortie :
  - États-Unis : 2007

## Distribution
- Shelley Long : Barbara
- Deborah Theaker : Liz
- Harry Shearer : Marc Gavin
- James Kyson Lee : Shu Men
- Kate Linder : Katie Bender
- Sarah Butler : l'assistante de Marc
- Camilla Luddington : la deuxième réceptionniste